# Вулиця Бакинська (Львів)
Вулиця Бакинська — вулиця у Залізничному районі міста Львова, в місцевості Сигнівка. Сполучає вулиці Городоцьку та Сигнівку. Прилучаються вулиці Агабек-Заде, Лютнева.

## Історія
Виникла на початку XX століття у складі передміського селища Сигнівка. Після входження селища до меж міста 11 квітня 1930 року, вулиці колишнього села були перейменовані або ж новоутвореним вулицям надавалися певні назви. Так, 1932 року вулиця отримала назву Нойґебауера, на честь Мечислава Норвід-Нойґебауера — польського військового та політичного діяча. 1936 року перейменована на Оршаньску. За радянських часів, у липні 1944 року вулиця отримала російський аналог довоєнної назви вулиці — Оршанська і вже 1950 року вулиця отримала сучасну назву — Бакинська — на честь столиці Азербайджану, міста Баку.

## Забудова
Вулиця Бакинська забудована приватними садибами, серед яких зустрічаються як одноповерхові будинки 1930-х років у стилі польського конструктивізму, так і сучасні садиби.